# Habenaria balansae
Habenaria balansae är en orkidéart som beskrevs av Célestin Alfred Cogniaux. Habenaria balansae ingår i släktet Habenaria och familjen orkidéer. Inga underarter finns listade i Catalogue of Life.

## Bildgalleri

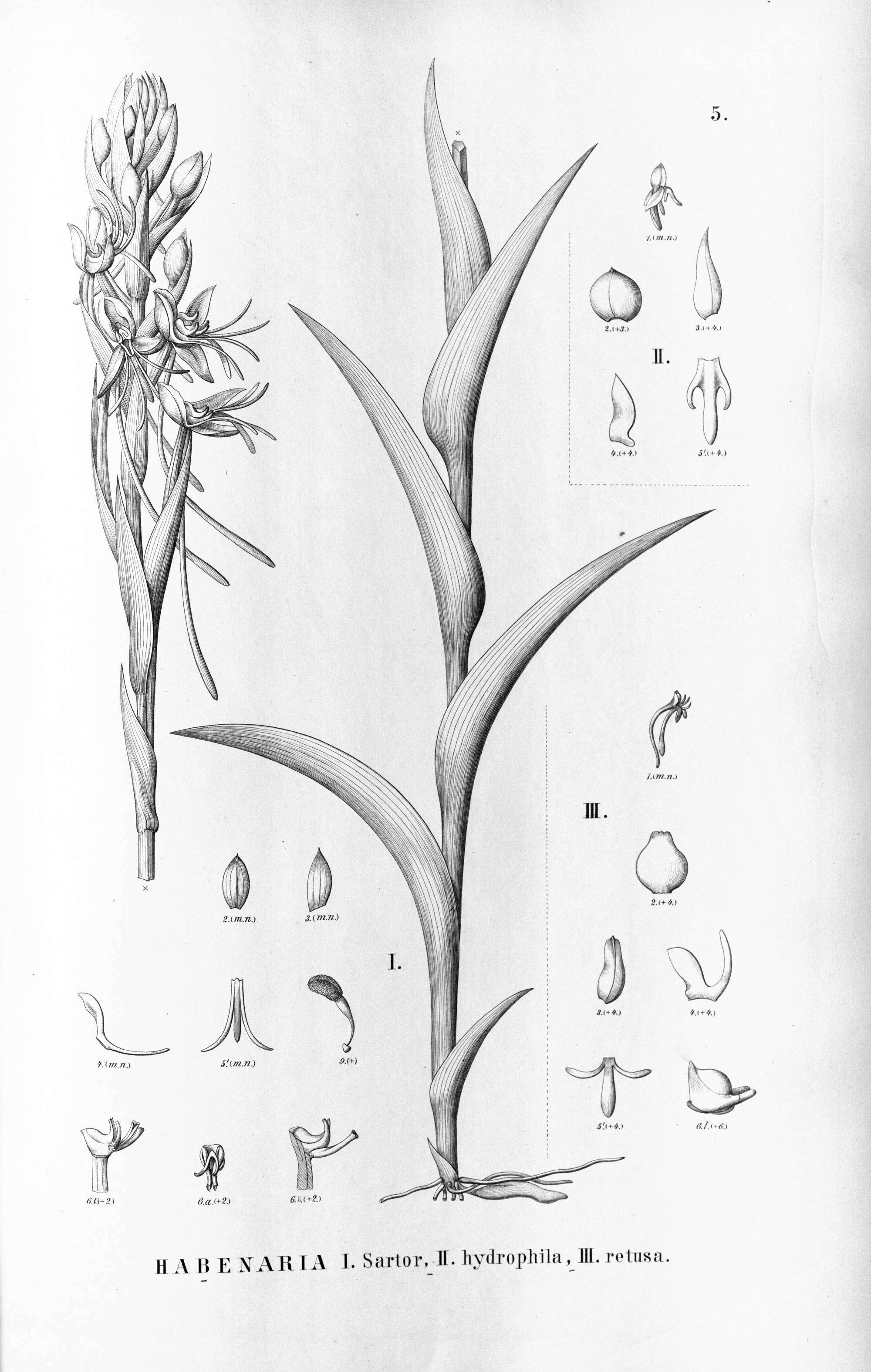